# Portel-des-Corbières
Portel-des-Corbières é uma comuna francesa na região administrativa de Occitânia, no departamento de Aude. Estende-se por uma área de 35,1 km². Em 2010 a comuna tinha 1 393 habitantes (densidade: 39,7 hab./km²).